# Lissochlora nigripes
Lissochlora nigripes là một loài bướm đêm trong họ Geometridae.